# 航空事故

2003年9月14日，一架由美國空軍雷鳥飛行表演隊駕駛的F-16戰隼式戰鬥機發生墜機，機上的駕駛員因能在距離撞擊地面0.8秒前成功彈射出去而毫髮無傷

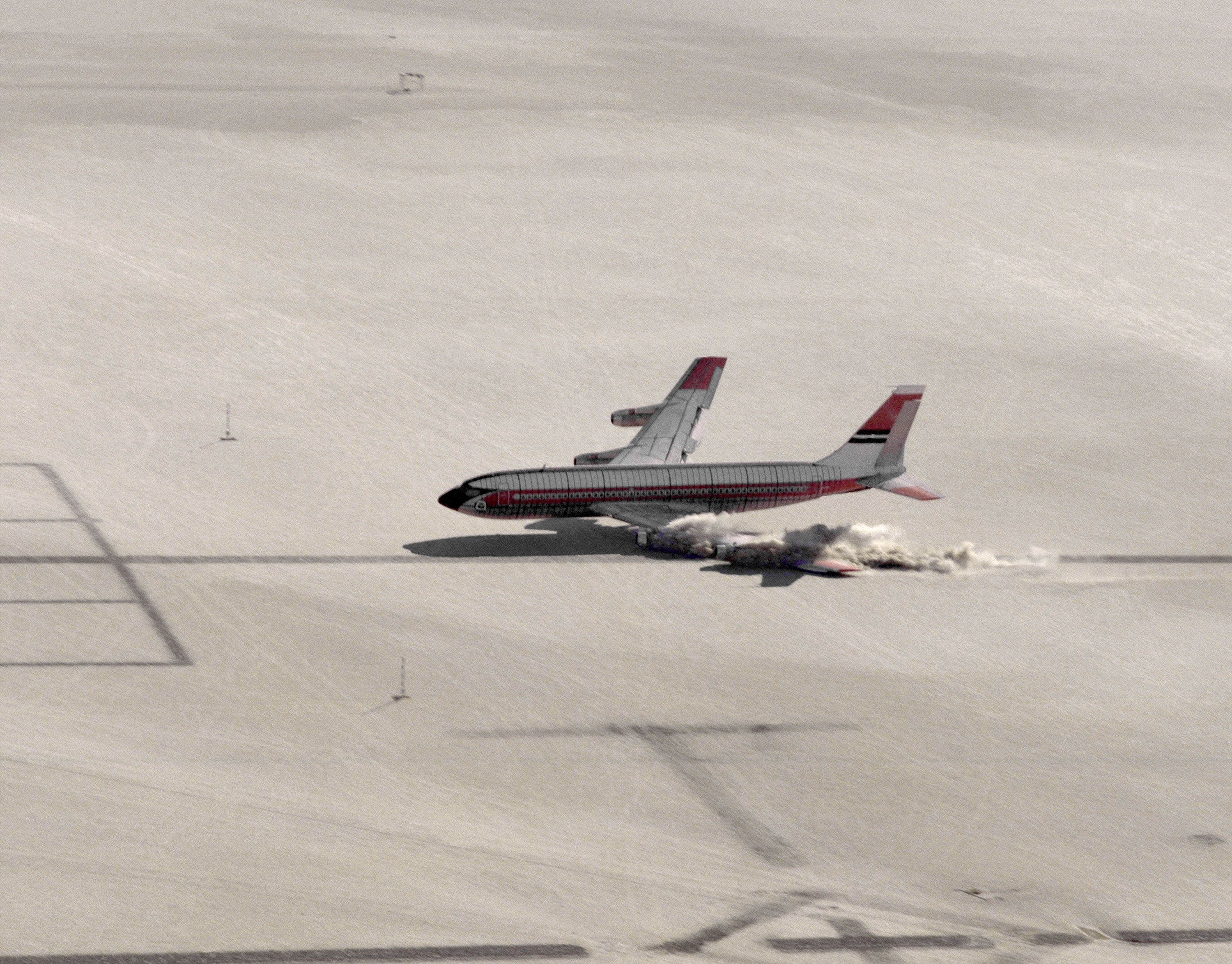
由美國太空總署及聯邦航空總署進行的受控衝擊演示，模擬新型飛行器發生空難的過程

航空事故是指航空器因為人為或非人為因素導致事故出現，可以按嚴重性分為三大類：航空器失事（或稱「空難」）（Accident）、航空重大意外（Serious Incident）和航空意外（Incident）。航空器失事需符合以下其中一項條件：
- 有人员受到嚴重傷害甚至死亡，或货物严重损失
- 航空器出現結構性損毀
- 航空器失蹤或完全損毀[5]

當某航班發生重大航空事故並導致多人傷亡，多数航空公司會把該航班號碼退役，例如日本航空123號班機空難、伊朗航空655號班機空難等。但亦有例外，如中國南方航空3456號班機空難、俄羅斯航空593號班機空難（至2011年）发生后其航班号仍旧继续使用。

## 飛航事故等級
飛航事故等級（occurrence class）依國際民航組織事故報告系統（ICAO accident reporting system, ADREP）的定義，分為：
1. 失事（accident）
2. 重大意外事件（serious incident）
3. 意外事件（incident）
4. 無安全影響之事件（occurrence without safety effect）
5. 未判定（not determined）

## 成因
造成航空事故的成因主要有下列幾項。而不少航空事故同時存在多個成因互相影響而導致的。例如1977年的特內里費空難即為一件因飛行員及航空管制員之間的溝通出現失誤而在一個處於異常狀態（天氣不好、空間有限）的機場上發生的相撞事故。

### 飞行员失誤
飞行员失誤佔了航空事故的大部份。飞行员因訓練不足、疲勞、資訊錯誤、天氣、分心等因素導致可控飛行撞地。尤其近年來因睡眠不足導致疲勞駕駛的狀況令許多專家擔憂。其中2009年科爾根航空3407號班機空難便是因為飞行员疲勞飛行導致失誤而造成空難。而在美國區域航空公司，新晉升的副驾驶的薪水只比最低工資高一點，如此低薪使得他們難以在工作地找住處，需要乘搭飛機通勤上班，帶來飞行安全隐患。
除了疲勞駕駛之外，正副駕駛之間的溝通，也就是所謂的駕駛艙資源管理，也是飛航專家相當重視的問題。因為正副駕駛的資歷通常差距很大，再加上以往的航空界往往有視機長為神的迷思，普遍認為機長的決策永遠都是正確的，因此如果機長的名氣太大或是太過強勢，很容易會使副機長產生畏懼，無法在關鍵時刻發生作用。

### 機件故障
當飛機機件故障時，可能會提供錯誤資訊給機師，又或者引擎故障導致飛機動力不足，導致航空事故出現。2009年法國航空447號班機空難的成因便是皮託管故障。

### 維修不當
沒有依照標准程序保養或維修飛機可能導致航空事故，佔了航空事故的12%。1985年的日本航空123號班機空難和2002年中華航空611號班機空難都是因為早年事故中維修不當所導致的。

### 設計失誤
一些飛機未能在飛行測試其間發現其先天性設計缺陷，須透過航空事故才能發現。1954年英國海外航空781號班機空難發現，彗星型客機的設計出現嚴重瑕疵，機身蒙皮厚度不足，機上的加壓系統出現問題，導致金屬疲勞。1974年美国航空96号班机事故和土耳其航空981號班機空難發現，麥道DC-10貨艙艙門設計上的瑕疵。（但是后来查证发现，麥道公司早在设计测试阶段就发现问题但是坚持不更改原设计，在出现第一起事故后依然不更改设计。）1991年起3宗波音737事故發現，波音737的方向舵控制阀設計存有缺陷。空中巴士A330的自動駕駛系統被批評有問題，2008年澳洲航空72號班機事故，飛機在巡航期間電腦錯誤判斷為失速和超速並自動作出修正動作，差點造成空難。
亦有部分此類型航空事故是屬於後天的性設計失誤。1998年瑞士航空111號班機空難的起因源自航空公司為吸引乘客在涉事飛機後期架設的高級娛樂系統為飛行系統帶來的額外負擔。

### 航管指揮失誤
航空交通管制員負責指揮和維持空中及機場的交通秩序，飛機的後推、滑行、起飛、切換頻道、改變航向、降落等都須經過航空交通管制員的批准，而機師須复述管制員的指令以確保沒有錯漏之處。1984年因航管指揮失誤釀成蘇聯民航3352號班機事故。

### 天氣
惡劣天氣可能導致航空事故，例如風切變、霧、寒冷天氣引致機翼結冰、暴風雪或暴風雨、雷、火山灰、亂流等。1999年中華航空642號班機為在颱風森姆影響下降落香港國際機場所導致的。

### 被击落
当民航客机飞过交战状态下的国家或地区境内（特别是直接飞过战区时），便存在被军队击落的风险。如1988年7月3日在伊朗水域被美國海軍提康德羅加級飛彈巡洋艦文森尼斯號击毁的伊朗航空655号班机和2014年7月17日在乌克兰东部被击毁的马来西亚航空17号班机。
非交战状态下的空域也可能会出现类似情形。例如大韩航空007号班机于1983年9月1日因偏航被苏联军队误判为RC-135侦察机而击毁；2020年1月8日伊朗伊斯兰革命卫队因人为失误击落乌克兰国际航空752号班机，而产生失误的原因被认为与此前美军刺杀卡西姆·苏莱曼尼后的高度戒备状态有关。

### 鳥擊
在低空和機場附近常有鳥類活動，縱使鳥擊出現機會不高，仍對航空安全構成極大威脅。為了減少雀鳥在機場出現的機會，機場當局會派人驅鳥。假如雀鳥被吸進引擎，會導致引擎停止运转，使飛機失去動力，最著名的是2009年全美航空1549號班機事故，飛機雙引擎皆因鳥擊而停止運作，最終在哈德遜河上迫降。2007年，美國堪薩斯城的10萬宗起降就有53次鳥擊報告，是全美國最高。

### 劫機
劫機者有意威脅機組人員，勒令改變目的地或達到某些要求。九一一袭击事件後，各國航空當局明令駕駛艙門必需上鎖，以防劫機事故再次出現。但這措施同時也令有意蓄意墜毀的機師容易反鎖駕駛艙門而操控飛機。

### 蓄意墜毀
雖然極為少見，但有時會出現機組人員因為精神問題或其他因素，蓄意操縱飛機墜毀。2015年發生的德國之翼航空9525號班機空難便是因為患有憂鬱症的副駕駛將機長反鎖于駕駛艙外，隨後操縱飛機于法國境內墜毀的空難。
而為了避免這類事件，有些航空公司會強制規定駕駛艙內隨時都必須有兩人在內（會配備飛航工程師）。

### 恐怖襲擊
因恐怖襲擊而造成的空難除了上述被擊落或被劫機的原因外外，主要為被預先放置在機艙內的炸彈產生的爆炸而造成。一般牽涉國與國之間的政治對立及/或宗教紛爭，並會反映在航機所屬航空公司、起飛地、中停地、目的地的所屬國家及地區。典型例子包括1985年發生的愛爾蘭印度航空182號班機空難、1987年發生的大韓航空858號班機空難、1988年發生的英國洛克比空難。

### 異常環境
不完全為天氣因素造成的異常環境往往導致相撞（與另一飛行器或山脈，鳥擊見另項）。可同時存在於陸上（機場）和空中。前者一般出現於面對突發情況的機場，尤其是本來容量細小及/或周邊環境險峻的機場。例子有1977年的特內里費空難；後者一般指空中突然出現不受正規航空管制下的飛行物導致飛行員無法及時安全迴避。1971年的全日空58號班機即為被偏離訓練空域至客機航線的航空自衛隊戰鬥機相撞所導致的。

## 事故调查
《国际民用航空公约》（《芝加哥公约》）附件13《航空器事故和事故征候调查》与国际标准和建议措施对缔约国调查空难（事故）和事故征候（意外事件）与后续报告和预防措施确立基础要求。
一般而言，由發生航空事故的地區和飛機註冊地區相關機構負責調查，對航空事故的起因、經過和結果作出深入的研究和分析，並提出改善建議避免同類事故再出現。美國的調查機構為美國國家運輸安全委員會（簡稱NTSB），NTSB不但調查美國國內的航空事故，亦會與當地政府合作，調查美國註冊或生產的航空器在國外發生的事故。
然而，IATA新闻稿显示，2018年-2022年期间的214起事故调查中，只有96起（约45%）符合《芝加哥公约》的要求。其中仅有31份报告是在事故发生不到一年的时间里公布，大部分（58份）公布时间是在1-3年之间。除了最终报告通常需要一年以上的时间之外，临时声明通常和初步报告所公布的内容没差别；2018-2023年只有57%的事故调查符合《芝加哥公约》的要求。

### 中国
中国于1974年签署《国际民用航空公约》，并声明对《公约》第二章第五条和第九条要求事先申请获得批复方可进入中国领空，第十八章的适用必须建立在不侵犯中国主权的原则之上。
2007年3月，1997年“5·8”深圳空难疑似且未被官方证伪的黑匣子的解码录音被泄露至网络并引发巨大关注。中国民航史此前曾发生过数十起空难，几乎无一公布其原因，还包括2000年武汉空难。
2005年3月7日，民航总局颁布了《民用航空安全信息管理规定》。被认为应该是给公布空难调查信息首次提供了明确依据。而且，就在颁布规定当日，民航总局有关负责人在接受采访时表示，将向社会公布包头空难事故调查报告。2006年年底，国家安监总局、监察部通报了中国东方航空云南公司包头空难事故调查处理结果（非调查报告），仅仅是报纸上短短的200字“公示”。截至2012年，并没有看到调查报告。相关录音被泄露违反了《公约》13条和民航总局相关保密规定。受难者家属希望通过调查报告的信息，后续确定航空公司的责任（并非调查报告的内容）从而为争取赔偿获得主动权。历次空难中，家属即使对赔偿不满，也没有可援引的证据，更无法追究航空公司的责任。
2012年6月29日，国家安监总局发布伊春空难《事故调查报告》，认定空难为责任事故。这是新中国自建国以来第一次正式全文公布了空难事故调查报告。
2024年6月5日，中国民用航空西南地区管理局了发布《西藏航空 A319 B-6425号机 重庆机场起飞偏出跑道事故调查报告》。
2025年6月，中国民航局综合司5月19日发布的《中国民用航空局政府信息公开申请答复书》在社交媒体上传播。文书中此事故调查进展情况通报的信息公开请求回应称，根据《政府信息公开条例》,“公开后可能危及国家安全、社会稳定”，故决定不予公开。29日起，中国民用航空局官网政府信息公开申请页面已停止正常运行。

## 航空安全
航空事故使人感到恐惧及残忍的原因在于以下几点：
- 與其它交通事故不同，不少飛機潛在的缺陷通常都未能在飛行測試期間發現，幾乎都是在航空事故後才能發現或才真正被重視，因此某程度上每次航空事故都代表航空交通安全的進步。1954年英國海外航空781號班機空難發現，彗星型客機的設計出現嚴重瑕疵，機身蒙皮厚度不足，機上的加壓系統出現問題，導致金屬疲勞。1972年美国航空96号班机事故及1974年土耳其航空981號班機空難均暴露出麥道DC-10貨艙艙門設計上的瑕疵。2001年十字航空498号班机空难後，各國禁止在飛機上使用手機。2002年烏伯林根空難，兩架飛機在空中相撞造成慘劇，事後各國航空公司均要求當空中防撞系統建議與航管指示有衝突時，機師應遵從空中防撞系統指示。飛航史上死傷最為慘重的1977年特內里費空難則讓航空界開始重視駕駛艙的資源管理，開始鼓勵副機長勇於指正機長可能是錯誤的決定。

- 虽然遭遇的几率非常低，但是一旦事故发生，死亡率却极高。大多数情况下航空器乘员会全部遇难，計入地面人員後有时死亡率甚至会超过100%（死亡率最高的是九一一袭击事件的1,406.573%）。且因为在空中无法使用移动设备，导致航空事故遇难者甚至无法在生命最后时刻留下任何信息（除非使用纸笔）。有调查表明，以乘客─旅程計算，航空運輸是最安全的交通工具[29]。以時間計算，每100萬小時才有12.25人死於航空事故，但以死亡率計算，汽車比飛機更為安全。且汽车虽然事故率高，但是大多数人或其亲朋好友均可持有驾照，但是航空器驾照难以考取，乘客甚至无法預先得知自己乘坐航空器相关信息，也为航空事故增加了一种“把命交给他人”的无助感[30]，空難的生還率只有24%[31]。其中起飛和降落期間的航空事故佔了總數的70%[32]。

## 备注
1. ↑  中国大陆称事故[1]、飞行事故[2]
2. ↑  中国大陆称严重事故征候、（一般）事故征候[4]